# Seeing (astronomia)

Diagrama esquemàtic que il·lustra com fronts d'ona òptica d'una estrella distant pot ser pertorbat per una capa de barreja turbulenta en l'atmosfera. (L'escala vertical dels fronts d'ona traçats, està molt exagerada)

El seeing (o visió) és un terme utilitzat en astronomia per referir-se a l'efecte distorsionador de l'atmosfera sobre les imatges d'objectes astronòmics. El seeing és causat per turbulències atmosfèriques causant variacions de densitat que deformen el camí òptic recorregut pels raigs de llum d'objectes exteriors a l'atmosfera. El seeing es mesura mitjançant la millor resolució angular possible en unes condicions donades. Les millors condicions d'observació donen un diàmetre de seeing de 0.4" (segons d'arc) en observatoris situats a gran altitud com a Mauna Kea o a La Palma, en els observatoris situats a baixa altura és habitual que el seeing mai baixi d'1 "o fins i tot sigui superior, depenent de la turbulència local.
El seeing depèn fortament de la longitud d'ona utilitzada en l'observació sent major en longituds d'ona curtes i menor i fins i tot menyspreable en longituds d'ona llargues (infraroig llunyà i ràdio).
Diferents tècniques d'òptica adaptativa permeten obtenir imatges en el rang visible amb una resolució superior al límit atmosfèric imposat pel seeing però generalment només en observacions sobre camps visuals petits.

## Escala de nivells de Seeing
Dissenyada per l'astrònom francès Antoniadi, es denomina també  escala de Antoniadi  i està compresa entre els nombres romans I al V, emprant nombres romans per evitar confusions amb un altre tipus de paràmetres astronòmics.
I). seeing perfecte, imatges sense cap mena de tremolor.
II). lleugeres ondulacions de les imatges, amb moments de calma.
III). seeing moderat, caracteritzat per perceptibles tremolors de les imatges.
IV) seeing pobre, amb constants i molestes ondulacions de les imatges.
V). seeing pèssim, amb serioses dificultats per discernir les imatges.
Hi ha una altra escala ideada per William H. Pickering, per mitjà d'un refractor acromàtic de 125 mm de diàmetre, que divideix la visió en deu graus numerats de l'1 (el pitjor) al 10 (el millor possible), és menys utilitzada.

## Font
- The ESO differential image motion monitor , (1990), Sarazin, M.; Roddi, F., Astronomy and Astrophysics, vol. 227, no. 1, p. 294-300.
- Guia de l'Observador planetari, Francisco A. Violat Bordonau, 1995, Instal Sirius, Madrid, Espanya.
- Glossari selenògraf , José Carlos Violat Bordonau. Espanya, 2006.